# Deaf U : Le Campus en langue des signes
Deaf U : Le Campus en langue des signes (Deaf U) est une série documentaire américaine en huit épisodes d'environ 19 minutes, diffusée depuis le 9 octobre 2020 sur la plate-forme Netflix. Il s'agit de la téléréalité produite par Nyle DiMarco, suivant un groupe d'étudiants engagés à l'université Gallaudet, un établissement privé pour sourds et malentendants à Washington (district de Columbia).

## Synopsis
La série accompagne plusieurs étudiants de l'université Gallaudet à Washington, une université pour sourds et malentendants. Ces derniers sont Dalton et Rodney, copains footballeurs, Cheyenna, l'influeuse, Tessa, venant d'une riche famille sourde, Renate, se décrivant comme militante pansexuelle, et Daequan, luttant contre son enfance difficile. Ces étudiants sont issus de familles sourdes depuis plusieurs générations ainsi que de familles dans lesquelles ils sont la seule personne sourde. Leurs antécédents culturels diffèrent en conséquence.

## Distribution
- Daequan Taylor[3]
- Cheyanna Clearbrook[3]
- Renate Rose[3]
- Rodney Burford (en)[3]
- Tessa Lewis[6]
- Alexa Paulay-Simmons[6]
- Dalton Taylor[6]

## Production

### Développement
La série est produite par la société Hot Snakes Media, dont Eric Evangelista et Shannon Evangelista sont producteurs délégués aux côtés de Nyle DiMarco et Brandon Panaligan.
En juillet 2020, Netflix gère la série documentaire.

### Tournage

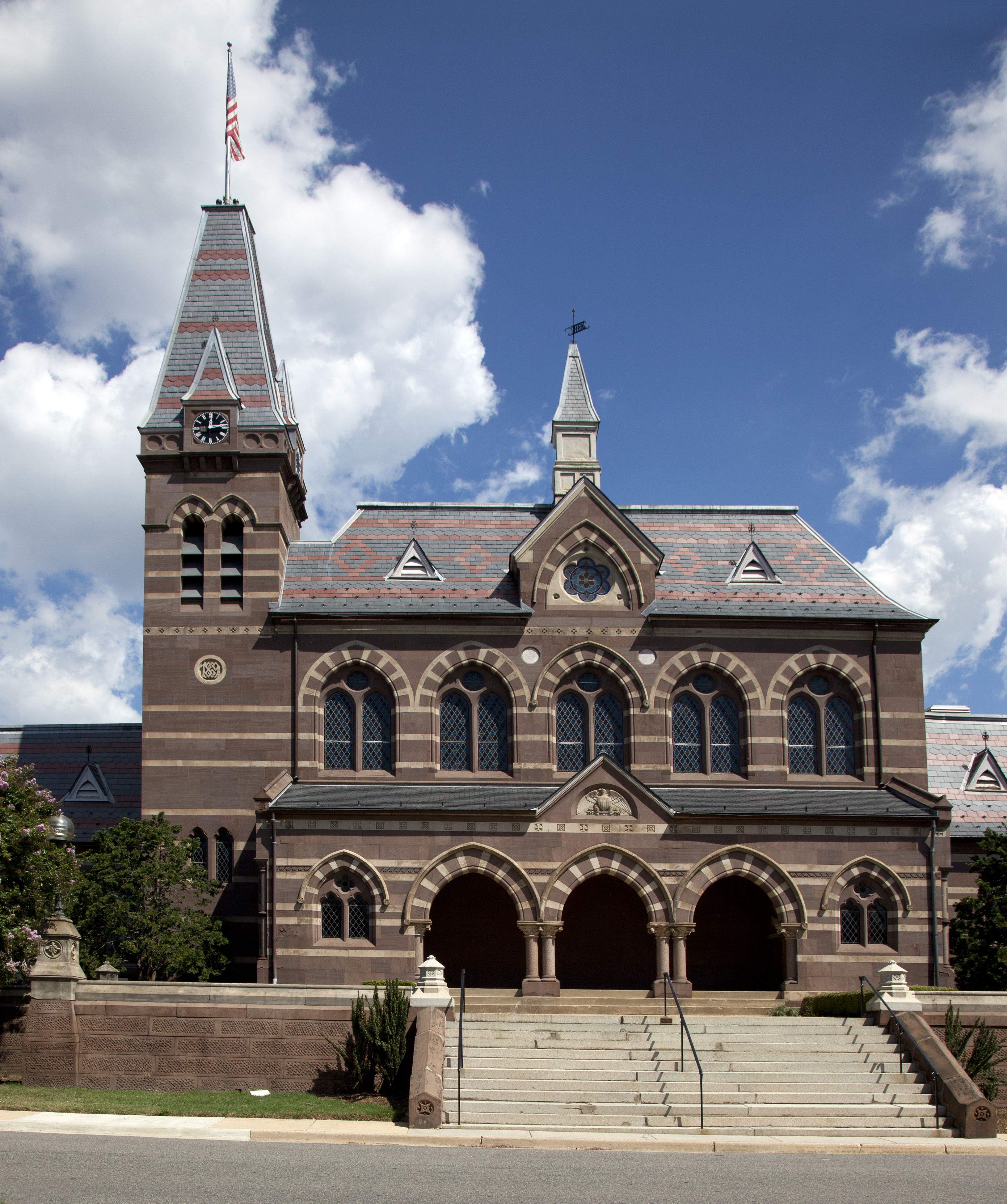
L'université Gallaudet.

Le tournage a lieu dans l'université Gallaudet à Washington (district de Columbia).

### Fiche technique
Sauf indication contraire, les informations mentionnées dans cette section peuvent être confirmées par le générique de fin de l'œuvre audiovisuelle présentée ici, ainsi que par la base de données cinématographiques IMDb,  présente dans la section « Liens externes ».
- Titre original : Deaf U
- Titre français : Deaf U : Le Campus en langue des signes
- Musique : BMG Music Productions, Extreme Music et West One Music Group
- Photographie : John Keleran et Justin Remillard
- Montage : Billy Murphy, Richard Campbell et Brian Paetzold
- Production : Nyle DiMarco[3]

Production déléguée : Eric Evangelista, Shannon Evangelista et Brandon Panaligan
- Société de production : Hot Snakes Media[1]
- Société de distribution : Netflix
- Pays d'origine :  États-Unis
- Langue originale : langue des signes américaine, anglais
- Format : couleur
- genre : téléréalité
- Durée : 16 à 21 minutes
- Date de diffusion :
  - Monde : 9 octobre 2020 sur Netflix

## Épisodes
1. Mon oreille gauche déconnait (My Left Ear Broke as S**t)
2. J'ai tant de questions (I Have So Many Questions)
3. Je ne suis pas assez sourde ? (Am I Not Deaf Enough?)
4. Tu m'as déjà oublié ? (Are You Over Me?)
5. Tu amènes souvent des filles ici ? (Do You Usually Bring Girls Here?)
6. Alors je casse des trucs ! (So, I Smash Things)
7. Pour la vie, bla bla bla (I Really Love You, Blah, Blah, Blah)
8. Faut grandir un peu (It's Time to Grow Up)

## Accueil

### Critique
Megan Vick de TV Guide souligne que la série est « immédiatement intéressante grâce aux acteurs » et compare cette série documentaire à d'autres Cheer et Love on the Spectrum sur Netflix. Elle recommande la série sur la façon d'« équilibrer habillement des poinçons improvisés… avec cœur ». La critique résume, « l'accroche de la série est évidemment le regard intérieur sur la façon dont une communauté a créé une culture riche et dynamique avec une identité que le monde extérieur n'a souvent été considérée que comme un handicap, et la série obtient des résultats. Le motif est de rester avec la vraie valeur de la série en faisant connaissance avec les étudiants qui explorent au fur et à mesure la véritable vie vers l'avenir ».
Inkoo Kang de The Hollywood Reporter la voit « plus impressionnante comme une avancée figurative que la téléréalité » et ne la trouve pas « exceptionnelle » à part « la discussion sur la politique et la culture des sourds ».

### Documentation
- Elsa Maudet, « Deaf U » : de la télé-réalité, mais « enfin une bonne représentation de la communauté sourde », sur Libération, 13 octobre 2020.